# Euploea melpomene
Euploea melpomene är en fjärilsart som beskrevs av Butler 1866. Euploea melpomene ingår i släktet Euploea och familjen praktfjärilar. Inga underarter finns listade i Catalogue of Life.